# Aleksandar Mitrović
Aleksandar Mitrović (Kirin Serbia: Александар Митровић, phát âm [aleksǎːndar mǐtroʋitɕ][a] (Bản mẫu:Audio-nohelp); sinh ngày 16 tháng 9 năm 1994) là một cầu thủ bóng đá chuyên nghiệp người Serbia hiện đang thi đấu ở vị trí tiền đạo cắm cho câu lạc bộ Al Hilal tại Saudi Pro League và Đội tuyển bóng đá quốc gia Serbia.
Một sản phẩm dành cho giới trẻ tại Partizan, anh ấy đã trở nên chuyên nghiệp sau khi cho mượn tại Teleoptik, và là một người thường xuyên khi họ giành được SuperLiga Serbia trong mùa đầu tiên của anh ấy. Ở tuổi 18, Mitrović được vinh danh trong số 10 tài năng hàng đầu dưới 19 tuổi ở châu Âu bởi tuyển chọn các phóng viên của UEFA. Sau đó, anh gia nhập Anderlecht với mức giá 5 triệu euro của câu lạc bộ và ghi được 44 bàn thắng sau 90 trận đấu trên tất cả các cuộc thi trong một giai đoạn hai mùa. Anh ấy đã giành giải vô địch Bỉ trong chiến dịch đầu tiên của mình tại câu lạc bộ, và là cầu thủ ghi bàn hàng đầu của giải đấu trong lần thứ hai. Năm 2015, anh chuyển đến Newcastle United với giá 13 triệu bảng. Năm 2018, anh được cho mượn đến Fulham, và gia nhập đội bóng này lâu dài sau khi giúp họ thăng hạng lên Premier League.
Mitrović đã giúp Serbia giành chức vô địch giải U19 châu Âu 2013, được bầu chọn là cầu thủ hay nhất giải đấu. Kể từ năm đó, anh cũng là một cầu thủ quốc tế chuyên nghiệp, kiếm được hơn 90 mũ và đại diện cho quốc gia. Anh hiện tại là cầu thủ ghi nhiều bàn thắng nhất cho đội tuyển Serbia với 58 bàn thắng.

## Thống kê sự nghiệp

### Câu lạc bộ
Tính đến ngày 31 tháng 5 năm 2024
| Câu lạc bộ          | Mùa giải            | Giải đấu             | Giải đấu | Giải đấu | Cúp quốc gia | Cúp quốc gia | Cúp liên đoàn | Cúp liên đoàn | Châu Âu | Châu Âu | Khác | Khác | Tổng cộng | Tổng cộng |
| Câu lạc bộ          | Mùa giải            | Hạng                 | Trận     | Bàn      | Trận         | Bàn          | Trận          | Bàn           | Trận    | Bàn     | Trận | Bàn  | Trận      | Bàn       |
| ------------------- | ------------------- | -------------------- | -------- | -------- | ------------ | ------------ | ------------- | ------------- | ------- | ------- | ---- | ---- | --------- | --------- |
| Teleoptik           | 2011–12             | Serbian First League | 25       | 7        | 1            | 0            | —             | —             | —       | —       | —    | —    | 26        | 7         |
| Partizan            | 2012–13             | Serbian SuperLiga    | 25       | 10       | 2            | 2            | —             | —             | 9       | 3       | —    | —    | 36        | 15        |
| Partizan            | 2013–14             | Serbian SuperLiga    | 3        | 3        | —            | —            | —             | —             | 3       | 0       | —    | —    | 6         | 3         |
| Partizan            | Tổng cộng           | Tổng cộng            | 28       | 13       | 2            | 2            | —             | —             | 12      | 3       | —    | —    | 42        | 18        |
| Anderlecht          | 2013–1              | Belgian Pro League   | 32       | 16       | 1            | 0            | —             | —             | 6       | 0       | 0    | 0    | 39        | 16        |
| Anderlecht          | 2014–15             | Belgian Pro League   | 37       | 20       | 6            | 4            | —             | —             | 7       | 3       | 1    | 1    | 51        | 28        |
| Anderlecht          | Tổng cộng           | Tổng cộng            | 69       | 36       | 7            | 4            | —             | —             | 13      | 3       | 1    | 1    | 90        | 44        |
| Newcastle United    | 2015–16             | Premier League       | 34       | 9        | 1            | 0            | 1             | 0             | —       | —       | —    | —    | 36        | 9         |
| Newcastle United    | 2016–17             | Championship         | 25       | 4        | 2            | 0            | 2             | 2             | —       | —       | —    | —    | 29        | 6         |
| Newcastle United    | 2017–18             | Premier League       | 6        | 1        | 0            | 0            | 1             | 1             | —       | —       | —    | —    | 7         | 2         |
| Newcastle United    | Tổng cộng           | Tổng cộng            | 65       | 14       | 3            | 0            | 4             | 3             | —       | —       | —    | —    | 72        | 17        |
| Fulham (mượn)       | 2017–18             | Championship         | 17       | 12       | —            | —            | —             | —             | —       | —       | 3    | 0    | 20        | 12        |
| Fulham              | 2018–19             | Premier League       | 37       | 11       | 1            | 0            | 1             | 0             | —       | —       | —    | —    | 39        | 11        |
| Fulham              | 2019–20             | Championship         | 40       | 26       | 0            | 0            | 0             | 0             | —       | —       | 1    | 0    | 41        | 26        |
| Fulham              | 2020–21             | Premier League       | 27       | 3        | 2            | 0            | 2             | 1             | —       | —       | —    | —    | 31        | 4         |
| Fulham              | 2021–22             | Championship         | 44       | 43       | 2            | 0            | 0             | 0             | —       | —       | —    | —    | 46        | 43        |
| Fulham              | 2022–23             | Premier League       | 24       | 14       | 4            | 1            | 0             | 0             | —       | —       | —    | —    | 28        | 15        |
| Fulham              | 2023–24             | Premier League       | 1        | 0        | 0            | 0            | 0             | 0             | —       | —       | —    | —    | 1         | 0         |
| Fulham              | Tổng cộng           | Tổng cộng            | 190      | 109      | 9            | 1            | 3             | 1             | —       | —       | 4    | 0    | 206       | 111       |
| Al Hilal            | Saudi Pro League    | 2023–24              | 28       | 28       | 5            | 4            | —             | —             | 10      | 8       | 0    | 0    | 43        | 40        |
| Tổng cộng sự nghiệp | Tổng cộng sự nghiệp | Tổng cộng sự nghiệp  | 405      | 207      | 27           | 11           | 7             | 4             | 35      | 14      | 5    | 1    | 482       | 237       |

### Quốc tế

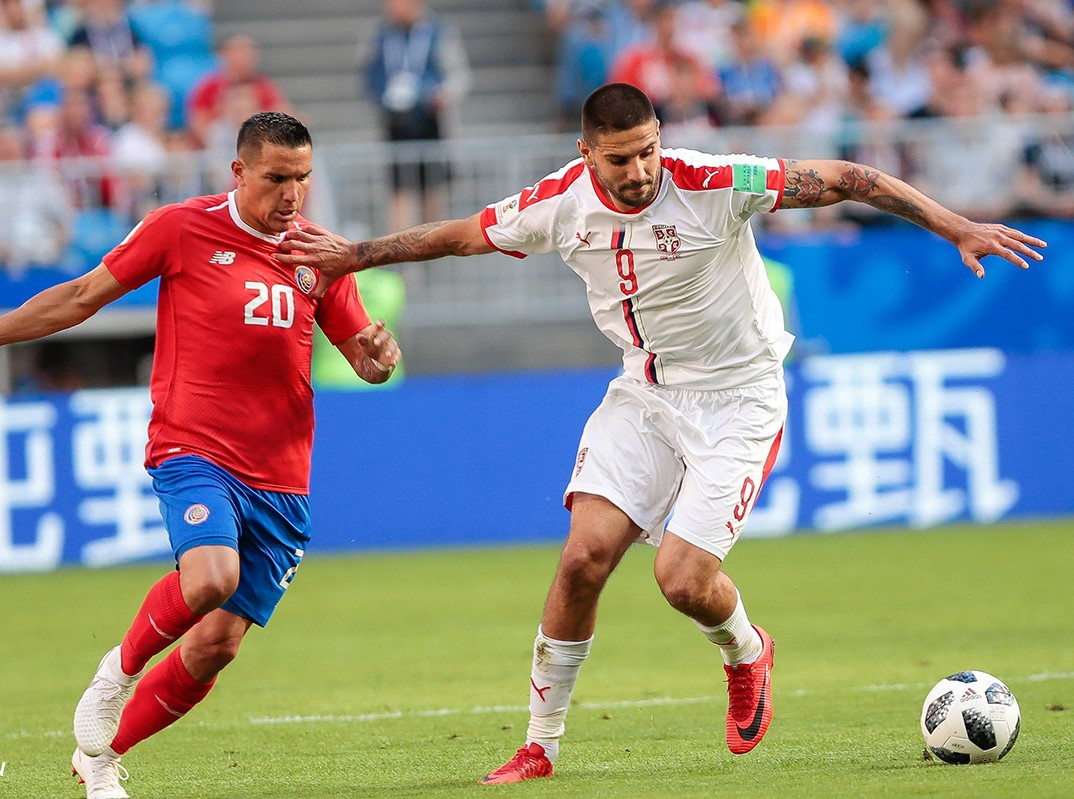
Mitrović (phải) chơi cho Serbia tại World Cup 2018

Tính đến ngày 8 tháng 6 năm 2024.
| Đội tuyển quốc gia | Năm       | Trận | Bàn |
| ------------------ | --------- | ---- | --- |
| Serbia             |           |      |     |
| 2013               | 3         | 1    |     |
| 2014               | 7         | 0    |     |
| 2015               | 8         | 1    |     |
| 2016               | 8         | 5    |     |
| 2017               | 7         | 4    |     |
| 2018               | 13        | 12   |     |
| 2019               | 9         | 11   |     |
| 2020               | 6         | 2    |     |
| 2021               | 6         | 8    |     |
| 2022               | 10        | 8    |     |
| 2023               | 8         | 5    |     |
| 2024               | 4         | 1    |     |
| Tổng cộng          | Tổng cộng | 91   | 58  |

#### Bàn thắng quốc tế
Bàn thắng của Serbia được ghi trước.
| #  | Ngày                 | Địa điểm                                               | Số trận | Đối thủ          | Bàn thắng | Kết quả | Giải đấu                      |
| -- | -------------------- | ------------------------------------------------------ | ------- | ---------------- | --------- | ------- | ----------------------------- |
| 1  | 6 tháng 9 năm 2013   | Sân vận động Sao Đỏ, Belgrade, Serbia                  | 3       | Croatia          | 1–1       | 1–1     | Vòng loại FIFA World Cup 2014 |
| 2  | 7 tháng 9 năm 2015   | Sân vận động Bordeaux mới, Bordeaux, Pháp              | 15      | Pháp             | 1–2       | 1–2     | Giao hữu                      |
| 3  | 25 tháng 5 năm 2016  | Sân vận động Užice City, Užice, Serbia                 | 20      | Síp              | 1–0       | 2–1     | Giao hữu                      |
| 4  | 5 tháng 6 năm 2016   | Sân vận động Louis II, Fontvieille, Monaco             | 22      | Nga              | 1–1       | 1–1     | Giao hữu                      |
| 5  | 9 tháng 10 năm 2016  | Sân vận động Rajko Mitić, Belgrade, Serbia             | 24      | Áo               | 1–0       | 3–2     | Vòng loại FIFA World Cup 2018 |
| 6  | 9 tháng 10 năm 2016  | Sân vận động Rajko Mitić, Belgrade, Serbia             | 24      | Áo               | 2–1       | 3–2     | Vòng loại FIFA World Cup 2018 |
| 7  | 12 tháng 11 năm 2016 | Sân vận động Cardiff City, Cardiff, Wales              | 25      | Wales            | 1–1       | 1–1     | Vòng loại FIFA World Cup 2018 |
| 8  | 24 tháng 3 năm 2017  | Boris Paichadze Dinamo Arena, Tbilisi, Gruzia          | 27      | Gruzia           | 2–1       | 3–1     | Vòng loại FIFA World Cup 2018 |
| 9  | 11 tháng 6 năm 2017  | Sân vận động Rajko Mitić, Belgrade, Serbia             | 28      | Wales            | 1–1       | 1–1     | Vòng loại FIFA World Cup 2018 |
| 10 | 2 tháng 9 năm 2017   | Sân vận động Partizan, Belgrade, Serbia                | 29      | Moldova          | 3–0       | 3–0     | Vòng loại FIFA World Cup 2018 |
| 11 | 10 tháng 11 năm 2017 | Sân vận động Thiên Hà, Quảng Châu, Trung Quốc          | 33      | Trung Quốc       | 2–0       | 2–0     | Giao hữu                      |
| 12 | 27 tháng 3 năm 2018  | Sân vận động The Hive, Luân Đôn, Anh                   | 35      | Nigeria          | 1–0       | 2–0     | Giao hữu                      |
| 13 | 27 tháng 3 năm 2018  | Sân vận động The Hive, Luân Đôn, Anh                   | 35      | Nigeria          | 2–0       | 2–0     | Giao hữu                      |
| 14 | 9 tháng 6 năm 2018   | Sân vận động Liebenauer, Graz, Áo                      | 37      | Bolivia          | 1–0       | 5–1     | Giao hữu                      |
| 15 | 9 tháng 6 năm 2018   | Sân vận động Liebenauer, Graz, Áo                      | 37      | Bolivia          | 3–0       | 5–1     | Giao hữu                      |
| 16 | 9 tháng 6 năm 2018   | Sân vận động Liebenauer, Graz, Áo                      | 37      | Bolivia          | 5–1       | 5–1     | Giao hữu                      |
| 17 | 22 tháng 6 năm 2018  | Sân vận động Kaliningrad, Kaliningrad, Nga             | 39      | Thụy Sĩ          | 1–0       | 1–2     | FIFA World Cup 2018           |
| 18 | 10 tháng 9 năm 2018  | Sân vận động Partizan, Belgrade, Serbia                | 42      | România          | 1–0       | 2–2     | UEFA Nations League 2018–19   |
| 19 | 10 tháng 9 năm 2018  | Sân vận động Partizan, Belgrade, Serbia                | 42      | România          | 2–1       | 2–2     | UEFA Nations League 2018–19   |
| 20 | 11 tháng 10 năm 2018 | Sân vận động Podgorica City, Podgorica, Montenegro     | 43      | Montenegro       | 1–0       | 2–0     | UEFA Nations League 2018–19   |
| 21 | 11 tháng 10 năm 2018 | Sân vận động Podgorica City, Podgorica, Montenegro     | 43      | Montenegro       | 2–0       | 2–0     | UEFA Nations League 2018–19   |
| 22 | 17 tháng 11 năm 2018 | Sân vận động Rajko Mitić, Belgrade, Serbia             | 45      | Montenegro       | 2–0       | 2–1     | UEFA Nations League 2018–19   |
| 23 | 20 tháng 11 năm 2018 | Sân vận động Partizan, Belgrade, Serbia                | 46      | Litva            | 2–0       | 4–1     | UEFA Nations League 2018–19   |
| 24 | 10 tháng 6 năm 2019  | Sân vận động Rajko Mitić, Belgrade, Serbia             | 49      | Litva            | 1–0       | 4–1     | Vòng loại UEFA Euro 2020      |
| 25 | 10 tháng 6 năm 2019  | Sân vận động Rajko Mitić, Belgrade, Serbia             | 49      | Litva            | 2–0       | 4–1     | Vòng loại UEFA Euro 2020      |
| 26 | 7 tháng 9 năm 2019   | Sân vận động Rajko Mitić, Belgrade, Serbia             | 50      | Bồ Đào Nha       | 2–3       | 2–4     | Vòng loại UEFA Euro 2020      |
| 27 | 10 tháng 9 năm 2019  | Sân vận động Josy Barthel, Luxembourg City, Luxembourg | 51      | Luxembourg       | 1–0       | 3–1     | Vòng loại UEFA Euro 2020      |
| 28 | 10 tháng 9 năm 2019  | Sân vận động Josy Barthel, Luxembourg City, Luxembourg | 51      | Luxembourg       | 3–1       | 3–1     | Vòng loại UEFA Euro 2020      |
| 29 | 10 tháng 10 năm 2019 | Sân vận động Mladost, Kruševac, Serbia                 | 52      | Paraguay         | 1–0       | 1–0     | Giao hữu                      |
| 30 | 14 tháng 10 năm 2019 | Sân vận động LFF, Vilnius, Litva                       | 53      | Litva            | 1–0       | 2–1     | Vòng loại UEFA Euro 2020      |
| 31 | 14 tháng 10 năm 2019 | Sân vận động LFF, Vilnius, Litva                       | 53      | Litva            | 2–0       | 2–1     | Vòng loại UEFA Euro 2020      |
| 32 | 14 tháng 11 năm 2019 | Sân vận động Rajko Mitić, Belgrade, Serbia             | 54      | Luxembourg       | 1–0       | 3–2     | Vòng loại UEFA Euro 2020      |
| 33 | 14 tháng 11 năm 2019 | Sân vận động Rajko Mitić, Belgrade, Serbia             | 54      | Luxembourg       | 2–0       | 3–2     | Vòng loại UEFA Euro 2020      |
| 34 | 17 tháng 11 năm 2019 | Sân vận động Rajko Mitić, Belgrade, Serbia             | 55      | Ukraina          | 2–1       | 2–2     | Vòng loại UEFA Euro 2020      |
| 35 | 3 tháng 9 năm 2020   | VTB Arena, Moscow, Nga                                 | 56      | Nga              | 1–2       | 1–3     | UEFA Nations League 2020–21   |
| 36 | 14 tháng 10 năm 2020 | Sân vận động Türk Telekom, Istanbul, Thổ Nhĩ Kỳ        | 59      | Thổ Nhĩ Kỳ       | 2–2       | 2–2     | UEFA Nations League 2020–21   |
| 37 | 24 tháng 3 năm 2021  | Sân vận động Rajko Mitić, Belgrade, Serbia             | 62      | Cộng hòa Ireland | 2–1       | 3–2     | Vòng loại FIFA World Cup 2022 |
| 38 | 24 tháng 3 năm 2021  | Sân vận động Rajko Mitić, Belgrade, Serbia             | 62      | Cộng hòa Ireland | 3–1       | 3–2     | Vòng loại FIFA World Cup 2022 |
| 39 | 27 tháng 3 năm 2021  | Sân vận động Rajko Mitić, Belgrade, Serbia             | 63      | Bồ Đào Nha       | 1–2       | 2–2     | Vòng loại FIFA World Cup 2022 |
| 40 | 30 tháng 3 năm 2021  | Sân vận động Olympic Baku, Baku, Azerbaijan            | 64      | Azerbaijan       | 1–0       | 2–1     | Vòng loại FIFA World Cup 2022 |
| 41 | 30 tháng 3 năm 2021  | Sân vận động Olympic Baku, Baku, Azerbaijan            | 64      | Azerbaijan       | 2–1       | 2–1     | Vòng loại FIFA World Cup 2022 |
| 42 | 4 tháng 9 năm 2021   | Sân vận động Rajko Mitić, Belgrade, Serbia             | 65      | Thổ Nhĩ Kỳ       | 1–0       | 4–1     | Vòng loại FIFA World Cup 2022 |
| 43 | 4 tháng 9 năm 2021   | Sân vận động Rajko Mitić, Belgrade, Serbia             | 65      | Thổ Nhĩ Kỳ       | 2–0       | 4–1     | Vòng loại FIFA World Cup 2022 |
| 44 | 14 tháng 11 năm 2021 | Sân vận động Ánh sáng, Lisbon, Bồ Đào Nha              | 69      | Bồ Đào Nha       | 2–1       | 2–1     | Vòng loại FIFA World Cup 2022 |
| 45 | 5 tháng 6 năm 2022   | Sân vận động Rajko Mitić, Belgrade, Serbia             | 73      | Slovenia         | 1–0       | 4–1     | UEFA Nations League 2022–23   |
| 46 | 12 tháng 6 năm 2022  | Sân vận động Stožice, Ljubljana, Slovenia              | 74      | Slovenia         | 2–0       | 2–0     | UEFA Nations League 2022–23   |
| 47 | 24 tháng 9 năm 2022  | Sân vận động Rajko Mitić, Belgrade, Serbia             | 75      | Thụy Điển        | 1–1       | 4–1     | UEFA Nations League 2022–23   |
| 48 | 24 tháng 9 năm 2022  | Sân vận động Rajko Mitić, Belgrade, Serbia             | 75      | Thụy Điển        | 2–1       | 4–1     | UEFA Nations League 2022–23   |
| 49 | 24 tháng 9 năm 2022  | Sân vận động Rajko Mitić, Belgrade, Serbia             | 75      | Thụy Điển        | 3–1       | 4–1     | UEFA Nations League 2022–23   |
| 50 | 27 tháng 9 năm 2022  | Sân vận động Ullevaal, Oslo, Na Uy                     | 76      | Na Uy            | 2–0       | 2–0     | UEFA Nations League 2022–23   |
| 51 | 28 tháng 11 năm 2022 | Sân vận động Al Janoub, Doha, Qatar                    | 78      | Cameroon         | 3–1       | 3–3     | FIFA World Cup 2022           |
| 52 | 2 tháng 12 năm 2022  | Sân vận động 974, Doha, Qatar                          | 79      | Thụy Sĩ          | 1–1       | 2–3     | FIFA World Cup 2022           |
| 53 | 10 tháng 9 năm 2023  | Sân vận động Darius và Girėnas, Kaunas, Litva          | 83      | Litva            | 1–0       | 3–1     | Vòng loại UEFA Euro 2024      |
| 54 | 10 tháng 9 năm 2023  | Sân vận động Darius và Girėnas, Kaunas, Litva          | 83      | Litva            | 2–0       | 3–1     | Vòng loại UEFA Euro 2024      |
| 55 | 10 tháng 9 năm 2023  | Sân vận động Darius và Girėnas, Kaunas, Litva          | 83      | Litva            | 3–0       | 3–1     | Vòng loại UEFA Euro 2024      |
| 56 | 17 tháng 10 năm 2023 | Sân vận động Rajko Mitić, Belgrade, Serbia             | 85      | Montenegro       | 1–0       | 3–1     | Vòng loại UEFA Euro 2024      |
| 57 | 17 tháng 10 năm 2023 | Sân vận động Rajko Mitić, Belgrade, Serbia             | 85      | Montenegro       | 2–1       | 3–1     | Vòng loại UEFA Euro 2024      |
| 58 | 8 tháng 6 năm 2024   | Friends Arena, Solna, Thụy Điển                        | 91      | Thụy Điển        | 2–0       | 3–0     | Giao hữu                      |